# Guàrdia imperial
La guàrdia imperial o guàrdia de palau és un grup especial de soldats o un membre d'un imperi, en general estretament relacionats directament amb l'emperador. En general, aquestes tropes són considerades d'elit i per tant, tenen un estatus més alt que d'altres forces imperials, com ara les forces armades regulars, gaudint de drets especials, privilegis i tradicions específiques.
Com que el cap d'Estat sovint vol ser protegit pels millors soldats disponibles, el seu nombre i organització pot ser ampliat per dur a terme tasques addicionals. La Guàrdia Imperial de Napoleó és un exemple. Alguns imperis encara mantenen les unitats de guàrdia cerimonial, com ara l'Imperi Britànic.
En el període post-colonial a l'espai anglòfon, el terme s'ha utilitzat col·loquialment per descriure amb sorna el personal, generalment al servei d'un polític o l'executiu d'una corporació, que actua per evitar la comunicació directa d'altres persones amb aquest.

## Llista de guàrdies imperials
- Els Immortals Perses
- La Guàrdia Pretoriana de l'Imperi Romà, des del 27 aC. fins al 312 dC.
- Jovians i herculans, legions de guàrdia d'elit durant la Tetrarquia
- Escola Palatina, Guàrdies imperials romans, des del 312 fins al 490, i a l'Imperi Romà d'Orient, fins al 1080
- Tagma, guàrdies d'elit romans d'Orient, segles VIII-XI
- Hetaireia, guàrdies mercenaris romans d'Orient, amb soldats provinents de l'Europa de l'Est i Àsia central, entre els segles IX-XII
- Guàrdia varega, de l'Imperi Romà d'Orient
- Genísser, de l'Imperi Otomà
- Guàrdia Imperial de la dinastia Tang, formada inicialment com a guardaespatlles d'honor de l'emperador
- Guàrdia Imperial de Manxú, durant la dinastia Qing
- Guàrdia Imperial de Mengkukuo
- Guàrdia Imperial de Napoleó I i del Primer Imperi Francès
- Guàrdia Imperial de Napoleó III del Segon Imperi Francès
- Guàrdia Imperial Russa, també coneguda com a Guàrdia Leib, de l'Emperador Rus
- Gardekorps, del Regne de Prússia
- Guàrdia Imperial del Japó
- Eso de l'Imperi d'Oyo, estat Ioruba a l'actual Nigèria
- Les Amazones de Dahomey (ara Benín)
- Kebur Zabangna (Imperi Etíop)
- Guàrdies arquers de l'emperador (Antiga Corea)
- Khexig de l'Imperi Mongol
- Brigada Britànica de Guàrdies (British Brigade of Guards), de l'Imperi Britànic